# Władimir Motyl
Władimir Jakowlewicz Motyl (ros. Влади́мир Я́ковлевич Моты́ль, ur. 26 czerwca 1927 w Lepelu, zm. 21 lutego 2010 w Moskwie) – radziecki i rosyjski reżyser filmowy oraz scenarzysta. Ludowy Artysta Federacji Rosyjskiej (2003). 
Pochowany na Cmentarzu Wostriakowskim w Moskwie.

## Wybrana filmografia
- 1963: Dzieci Pamiru (Дети Памира)[2]
- 1967: Żenia, Żenieczka i katiusza (Женя, Женечка и «катюша»)[2]
- 1970: Białe słońce pustyni (Белое солнце пустыни)[2]
- 1975: Gwiazda zwodniczego szczęścia (Звезда пленительного счастья)
- 1996: Unoszą mnie konie (Несут меня кони…)

## Odznaczenia
- Zasłużony Działacz Sztuk RFSRR (1992)
- Ludowy Artysta Federacji Rosyjskiej (2003)